# Erwin Ballabio
Erwin Ballabio (Bettlach, Solothurn kanton, 1918. október 20. – Grenchen, Solothurn kanton, 2008. március 4.) svájci labdarúgókapus, edző, rendőr.